# Dr. Byrds & Mr. Hyde
Dr. Byrds & Mr. Hyde je sedmé studiové album americké rockové skupiny The Byrds, vydané v březnu 1969 u vydavatelství Columbia Records. Nahráno bylo nejprve od 7. do 16. října 1968 ve studiu Columbia Studios v Hollywoodu v Kalifornii, následně 21. října v Columbia Studios v Nashville v Tennessee a následně znovu 4. prosince v Columbia Studios v Hollywoodu. Album produkoval Bob Johnston a vedle Rogera McGuinna, který hrál i na předchozích albech, na něm hraje kompletně vyměněná sestava skupiny.

## Seznam skladeb
| Pořadí | Název                                                            | Autor                                                 | Délka |
| ------ | ---------------------------------------------------------------- | ----------------------------------------------------- | ----- |
| 1.     | This Wheel's on Fire                                             | Bob Dylan, Rick Danko                                 | 4:44  |
| 2.     | Old Blue                                                         | tradicionál                                           | 3:21  |
| 3.     | Your Gentle Way of Loving Me                                     | Gib Guilbeau, Gary Paxton                             | 2:35  |
| 4.     | Child of the Universe                                            | Dave Grusin, Roger McGuinn                            | 3:15  |
| 5.     | Nashville West                                                   | Gene Parsons, Clarence White                          | 2:29  |
| 6.     | Drug Store Truck Drivin' Man                                     | McGuinn, Gram Parsons                                 | 3:53  |
| 7.     | King Apathy III                                                  | McGuinn                                               | 3:00  |
| 8.     | Candy                                                            | McGuinn, John York                                    | 3:01  |
| 9.     | Bad Night at the Whiskey                                         | McGuinn, Joseph Richards                              | 3:23  |
| 10.    | Medley: My Back Pages / B.J. Blues / Baby What You Want Me to Do | Dylan, McGuinn, York, Gene Parsons, White, Jimmy Reed | 4:08  |

## Obsazení
The Byrds
- Roger McGuinn – kytara, zpěv
- Clarence White – kytara, doprovodné vokály
- John York – baskytara, doprovodné vokály
- Gene Parsons – bicí, harmonika, banjo, doprovodné vokály

Ostatní
- Lloyd Green – pedálová steel kytara